# Cantó d'Elven
El cantó d'Elven (bretó Kanton an Elven) és una divisió administrativa francesa situat al departament d'Ar Mor-Bihan a la regió de Bretanya.

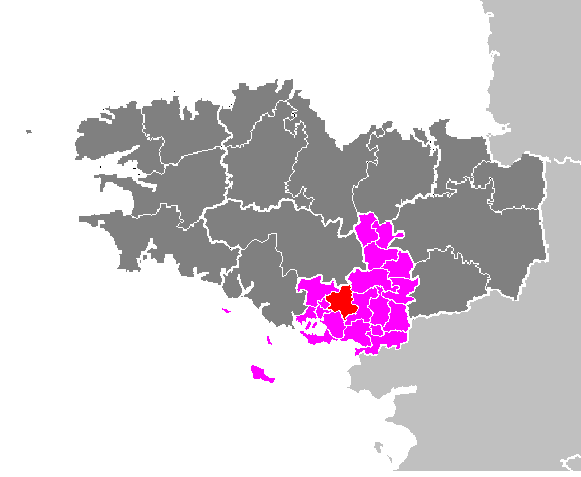
Situació del cantó

## Composició
El cantó aplega 7 comunes :
| Nom francès    | Nom bretó | Població | km²    | Codi Postal | Codi INSEE |
| Elven          | An Elven  | 3.559    | 64,05  | 56250       | 56053      |
| La Vraie-Croix | Langroez  | 1.068    | 16,63  | 56250       | 56261      |
| Monterblanc    | Sterwenn  | 1.951    | 25,41  | 56250       | 56137      |
| Saint-Nolff    | Sant-Nolf | 3.300    | 25,92  | 56250       | 56231      |
| Sulniac        | Sulnieg   | 2.209    | 27,92  | 56250       | 56247      |
| Trédion        | Tredion   | 888      | 25,76  | 56250       | 56254      |
| Treffléan      | Trevlean  | 1.445    | 18,26  | 56250       | 56255      |
| Cantó          | An Elven  | 14.420   | 203,95 | -           | 5606       |

## Evolució demogràfica
| 1962  | 1968  | 1975  | 1982   | 1990   | 1999   |
| ----- | ----- | ----- | ------ | ------ | ------ |
| 7.807 | 8.277 | 9.881 | 11.803 | 13.991 | 14.420 |

## Història
| Data d'elecció                           | Identitat  | Partit        | Qualitat |
| ---------------------------------------- | ---------- | ------------- | -------- |
| 2001-                                    | Joël Labbé | Divers gauche |          |
| les dades anteriors no són pas conegudes |            |               |          |
|                                          |            |               |          |